# Politechnika Wrocławska

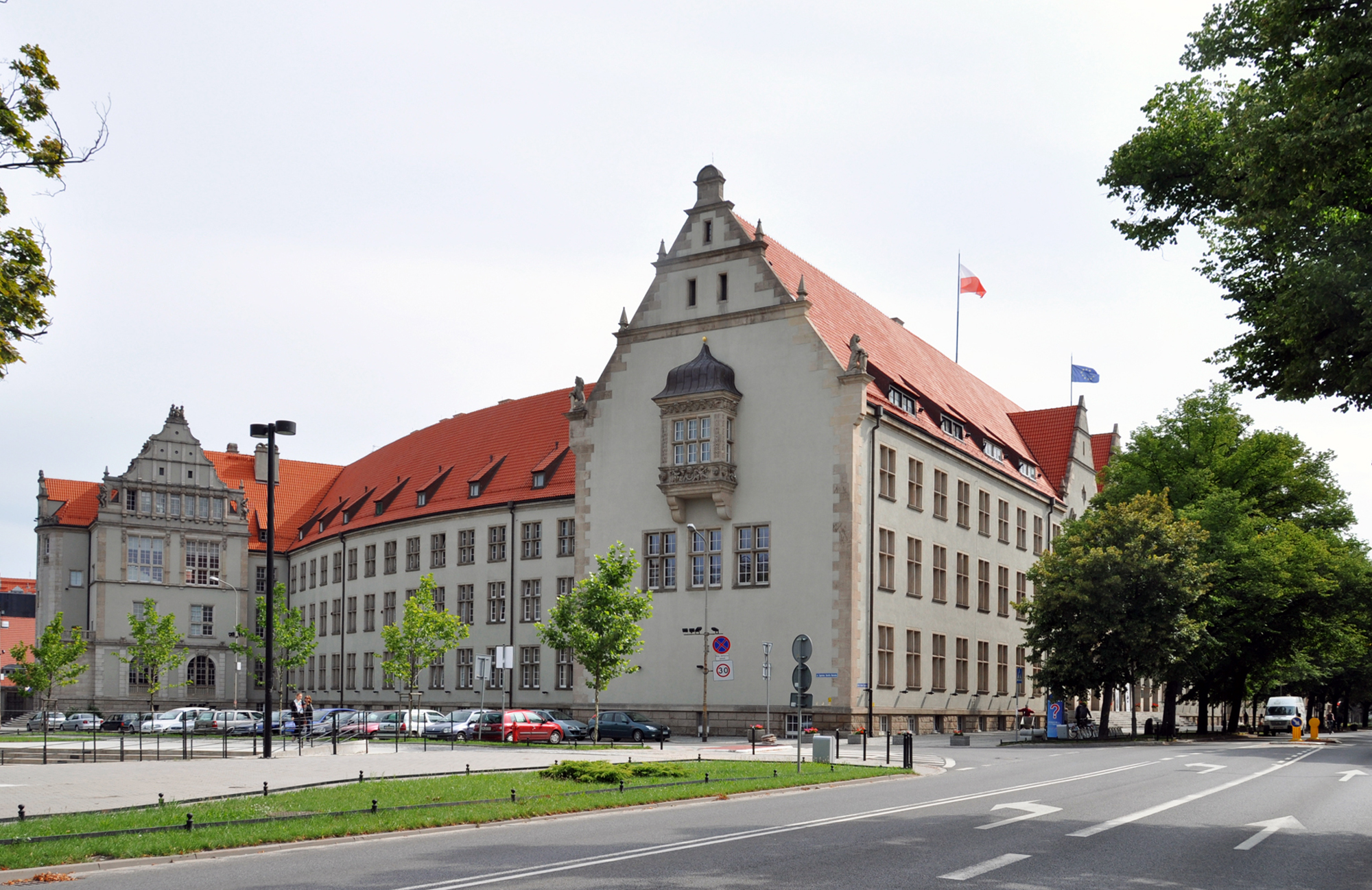
Budynek główny Politechniki (A-1)

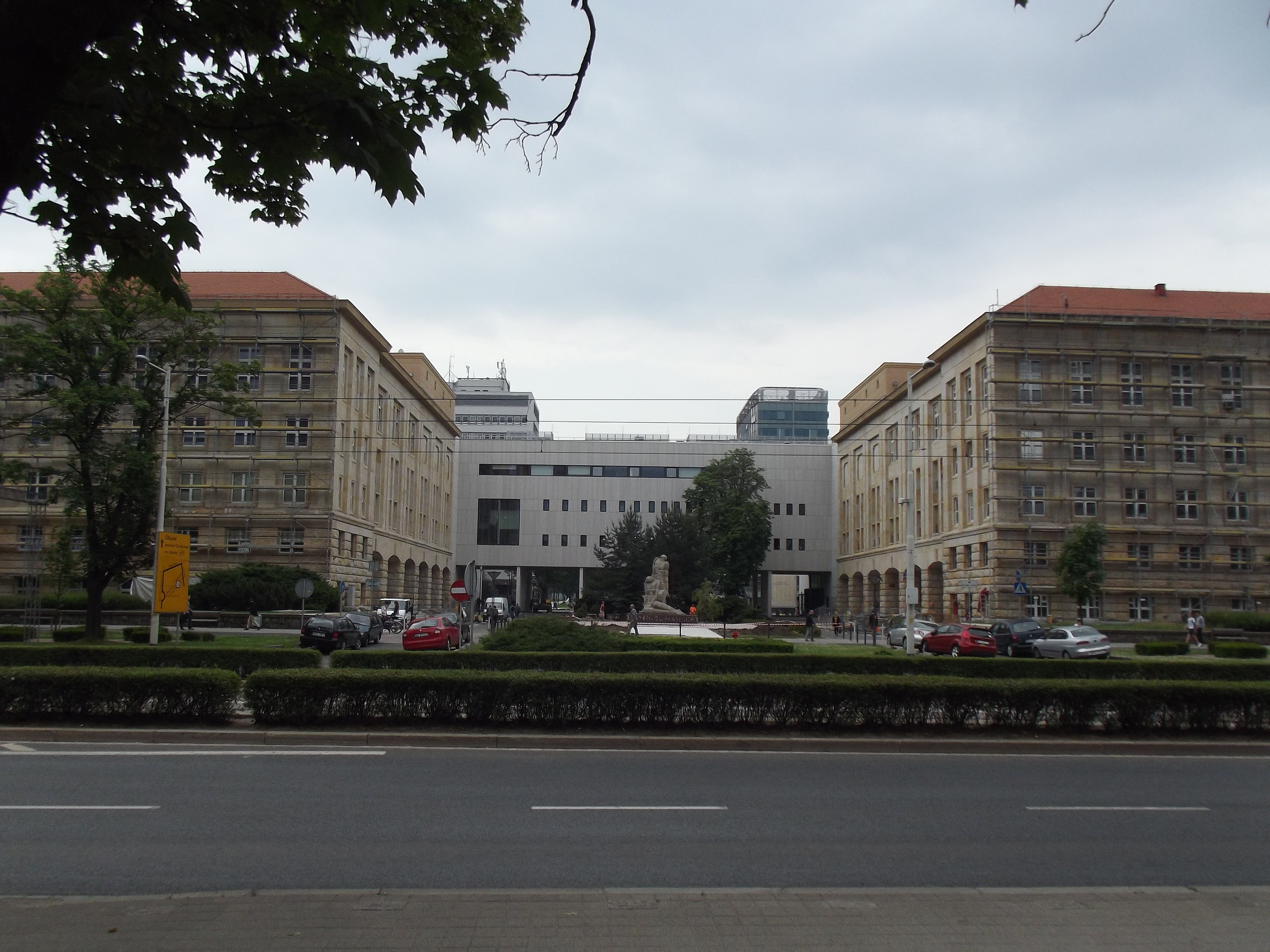
Wejście do kampusu od pl. Grunwaldzkiego, budynki D-1 i D-2 (1950–1960) za nimi C-5 i C-7, pomiędzy nimi D-21

Politechnika Wrocławska – publiczna uczelnia techniczna założona we Wrocławiu w 1945 dzięki zaangażowaniu pracowników naukowych nieistniejących już Politechniki Lwowskiej i Uniwersytetu Jana Kazimierza we Lwowie, którzy zagospodarowali zniszczone budynki niemieckiej Wyższej Szkoły Technicznej – Technische Hochschule.
Obecnie na uczelni na 14 wydziałach i trzech filiach w Jeleniej Górze, Legnicy i Wałbrzychu prowadzone są badania w 14 dyscyplinach w ramach czterech dziedzin naukowych: inżynieryjno-technicznych, ścisłych i przyrodniczych, medycznych oraz społecznych. Studenci uczą się na 70 kierunkach kształcenia na pierwszym i drugim stopniu studiów, z których ponad 30 prowadzonych jest w języku angielskim.
W roku akademickim 2024/2025 r. pod kierunkiem ponad 2400 nauczycieli akademickich, na Politechnice Wrocławskiej kształci się 21 tysięcy studentów (w tym 1200 z zagranicy), w tym 800 osób w Szkole Doktorskiej.
W Rankingu Szkół Wyższych „Perspektywy 2025” Politechnika Wrocławska zajęła  4. miejsce wśród uczelni technicznych oraz 7. miejsce spośród wszystkich uczelni akademickich w Polsce. 
W klasyfikacji obejmującej najlepsze kierunki nauczania w Polsce w 2025 roku oceniono 26 kierunków z Politechniki Wrocławskiej. Już po raz jedenasty z rzędu na pierwszym miejscu znalazło się budownictwo (Wydział Budownictwa Lądowego i Wodnego). Inżynieria chemiczna i procesowa na Wydziale Chemicznym została uznana za najlepszy kierunek w kraju po raz piąty. 
Trzy kolejne kierunki z Politechniki Wrocławskiej znalazły się w zestawieniu na drugim miejscu. To inżynieria środowiska, mechatronika oraz technologia chemiczna. Na trzecich pozycjach w swoich kategoriach sklasyfikowano aż 10 kierunków.
W tzw. rankingu szanghajskim, czyli The Academic Ranking of World Universities (ARWU), Politechnika Wrocławska została sklasyfikowana w 2022 na miejscach 901–1000 na świecie, zajmując 3. miejsce wśród polskich uczelni technicznych (wspólnie z Politechniką Warszawską). W rankingu Global Ranking of Academic Subjects (GRAS) 2024 dyscyplina inżynieria mechaniczna (mechanical engineering) znalazła się na miejscach 101–150.
Politechnika Wrocławska jest też najlepszą techniczną i zarazem drugą uczelnią - spośród wszystkich - w Polsce w zapewnianiu absolwentom najlepszego startu na rynku pracy według Rankingu Polskich Szkół Wyższych 2025 – kariera, praca, zarobki. Zestawienie przygotowała „Rzeczpospolita” na podstawie badania „Ekonomiczne Losy Absolwentów (ELA)” oraz danych ZUS. 
W 2022 Politechnika Wrocławska – jako pierwsza uczelnia ze środkowo-wschodniej części Starego Kontynentu – dołączyła do europejskiej sieci uniwersytetów Unite! 20 września 2022 w Turynie rektor uczelni prof. Arkadiusz Wójs parafował dokument pieczętujący przystąpienie Politechniki do tego sojuszu.
4 września 2023 uroczyście zainaugurował działalność na Politechnice Wrocławskiej Wydział Medyczny. Pierwszy dziekanem został dr hab. n. med. Dariusz Jagielski, prof. uczelni.

## Symbol

Herb Wrocławia w latach 1948–1990.

Logo uczelni jest uproszczoną wersją herbu Wrocławia jaki obowiązywał za PRL.

## Historia
Początków uczelni można szukać w 1910, kiedy to powstała Królewska Wyższa Szkoła Techniczna we Wrocławiu (Königliche Technische Hochschule Breslau); w 1918 zmieniono nazwę na Wyższa Szkoła Techniczna (Technische Hochschule). W uroczystościach otwarcia uczestniczył cesarz Wilhelm II. Studia rozpoczęło wtedy 57 studentów, a z biegiem lat liczba ta rosła. W 1913 wynosiła już 238 osób, w 1927 – 926 osób.
Lata 30. XX w. przyniosły kryzys, który dotknął także uczelnię. Wprowadzono kuratora, także wspólny budżet i administrację z uniwersytetem. Spadała liczba studiujących: w 1937 były to 482 osoby. Do 1943 uczelnia funkcjonowała bez większych zakłóceń. W czwartym roku wojny front wschodni zaczął się jednak przybliżać do granic Rzeszy. W połowie stycznia 1945, po ogłoszeniu miasta twierdzą (Festung Breslau), podjęto decyzję o ewakuacji Technische Hochschule w głąb Rzeszy. Tym samym szkoła zakończyła swoje funkcjonowanie.
W budynkach Technische Hochschule, z wykorzystaniem jej sprzętu i bibliotek, utworzono w 1945 polską Politechnikę Wrocławską. Znaczną rolę w zagospodarowaniu budynków i organizacji szkoły odegrali pracownicy naukowi uczelni lwowskich. Uczeni i absolwenci Politechniki Lwowskiej praktycznie zbudowali ją od postaw. Szczególną role w tym procesie odegrali rektor Politechniki Lwowskiej – profesor Edward Sucharda, a także profesor Kazimierz Idaszewski. Duży wkład wniósł również inż. Dionizy Smoleński, przed wojną asystent w Politechnice Warszawskiej.
Pierwszy polski wykład w Politechnice Wrocławskiej, wygłoszony przez profesora Kazimierza Idaszewskiego, odbył się 15 listopada 1945. Dzień ten obchodzony jest jako święto uczelni, a także święto nauki wrocławskiej. Przez pewien okres Politechnika była administracyjnie połączona z Uniwersytetem Wrocławskim.
W 1945 istniało pięć wydziałów: Chemii Technicznej, Mechaniczno-Elektrotechniczny, Budownictwa, Hutniczo-Górniczy oraz Matematyczno-Przyrodniczy (wspólny z Uniwersytetem). Studia podjęło wówczas 595 osób.
14/15 grudnia 1981 w czasie stanu wojennego oddziały ZOMO siłą stłumiły strajk na uczelni. Podczas akcji milicji pracownik politechniki, Tadeusz Kosecki, dostał ataku serca, w wyniku którego zmarł.
W ciągu całego 2010 w ramach obchodów stulecia uczelni technicznych we Wrocławiu odbyły się różnego rodzaju imprezy kulturalne i naukowe. Zwieńczeniem uroczystości był I Światowy Zjazd Absolwentów, który odbył się listopadzie tegoż roku.
W 2025 roku uczelnia obchodzi swoje 80-lecie. Między wrześniem a listopadem odbędą się m.in. konferencje naukowe, potańcówka dla pracowników i studentów, a także koncert jubileuszowy. Również część imprez cyklicznych, jak np. Noc Politechniki zorganizowanych zostanie pod egidą 80-lecia.

## Kadra naukowa
W 2018 na uczelni pracowało 1700 nauczycieli akademickich, w tym 163 z tytułem naukowym profesora, 362 ze stopniem naukowym doktora habilitowanego i 1175 ze stopniem naukowym doktora, natomiast w roku akademickim 2024/25 było to 2296 nauczycieli.

## Poczet rektorów
Lista rektorów Politechniki Wrocławskiej.

1. Stanisław Kulczyński (1945–1951)
2. Dionizy Smoleński (1951–1960)
3. Zygmunt Szparkowski (1960–1969)
4. Tadeusz Porębski (1969–1980)
5. Bogusław Kędzia (1 XII 1980 – 31 VIII 1981)
6. Tadeusz Zipser (1 IX – 29 XII 1981)
7. Jerzy Schroeder (6 I – 31 VII 1982)
8. Wacław Kasprzak (1982–1984)
9. Jan Kmita (1984–1990)
10. Andrzej Wiszniewski (1990–1996)
11. Andrzej Mulak (1996–2002)
12. Tadeusz Luty (2002–2008)
13. Tadeusz Więckowski (2008–2016)
14. Cezary Madryas (2016–2020)
15. Arkadiusz Wójs (od 2020)

Wcześniej (Königliche Technische Hochschule Breslau oraz Technische Hochschule):

1. Rudolf Schenck(inne języki) (1910–1914)
2. Gerhard Hessenberg (1914–1916)
3. Carl Heinel(inne języki) (1916–1918)
4. Friedrich Wilhelm Semmler(inne języki) (1918–1920)
5. Ludwig Mann (1920–1924)
6. Werner Schmeidler(inne języki) (1924–1926)
7. Wilhelm Tafel(inne języki) (1926–1928)
8. Karl Gottwein(inne języki) (1928–1930)
9. Erich Waetzmann(inne języki) (1930–1932)
10. Bernhard Neumann (1932–1933)
11. Wilhelm Rein (1933–1937)
12. Erwin Ferber(inne języki) (1937–1944)
13. Heinrich Blecken(inne języki) (1944–1945)

## Rada uczelni
Na Politechnice Wrocławskiej zgodnie z ustawą Prawo o szkolnictwie wyższym i nauce, została powołana Rada Uczelni w skład której wchodzi dziewięć osób.
Rada Uczelni – Kadencja 2025-2028
Członkowie wspólnoty uczelni:
- prof. dr hab. inż. Renata Krzyżyńska (Wydział Inżynierii Środowiska),
- dr hab. inż. Piotr Szulc, prof. uczelni (Wydział Mechaniczno-Energetyczny),
- prof. dr hab. Katarzyna Weron (Wydział Zarządzania)
- Piotr Gabrysch (przedstawiciel Samorządu Studenckiego)

Członkowie spoza wspólnoty uczelni:
- Małgorzata Czerwińska (PKO Bank Polski),
- prof. dr hab. Andrzej Kaleta (rektor Uniwersytetu Ekonomicznego w latach 2016–2024),
- Wiesław Klimkowski (PCC Rokita),
- Taras Lukaniuk (Nokia Poland),
- Witold Ziomek (MPWiK SA we Wrocławiu).

## Władze uczelni (2024–2028)
Rektor i prorektorzy Politechniki Wrocławskiej.
- Rektor – prof. dr hab. inż. Arkadiusz Wójs
- Prorektor ds. kształcenia – prof. dr hab. inż. Kamil Staniec
- Prorektor ds. badań i innowacji – prof. dr hab. inż. Dariusz Łydżba
- Prorektor ds. współpracy z otoczeniem – prof. dr hab. inż. Katarzyna Chojnacka
- Prorektorka ds. rozwoju i integracji wspólnoty – dr hab. Karolina Jaklewicz, prof. uczelni
- Prorektor ds. organizacji i infrastruktury – prof. dr hab. Piotr Młynarz(inne języki)
- Prorektor ds. informatyzacji – prof. dr hab. inż. Tomasz Nowakowski
- Prorektor ds. Studenckich – dr inż. Piotr Górski

## Wydziały i filie

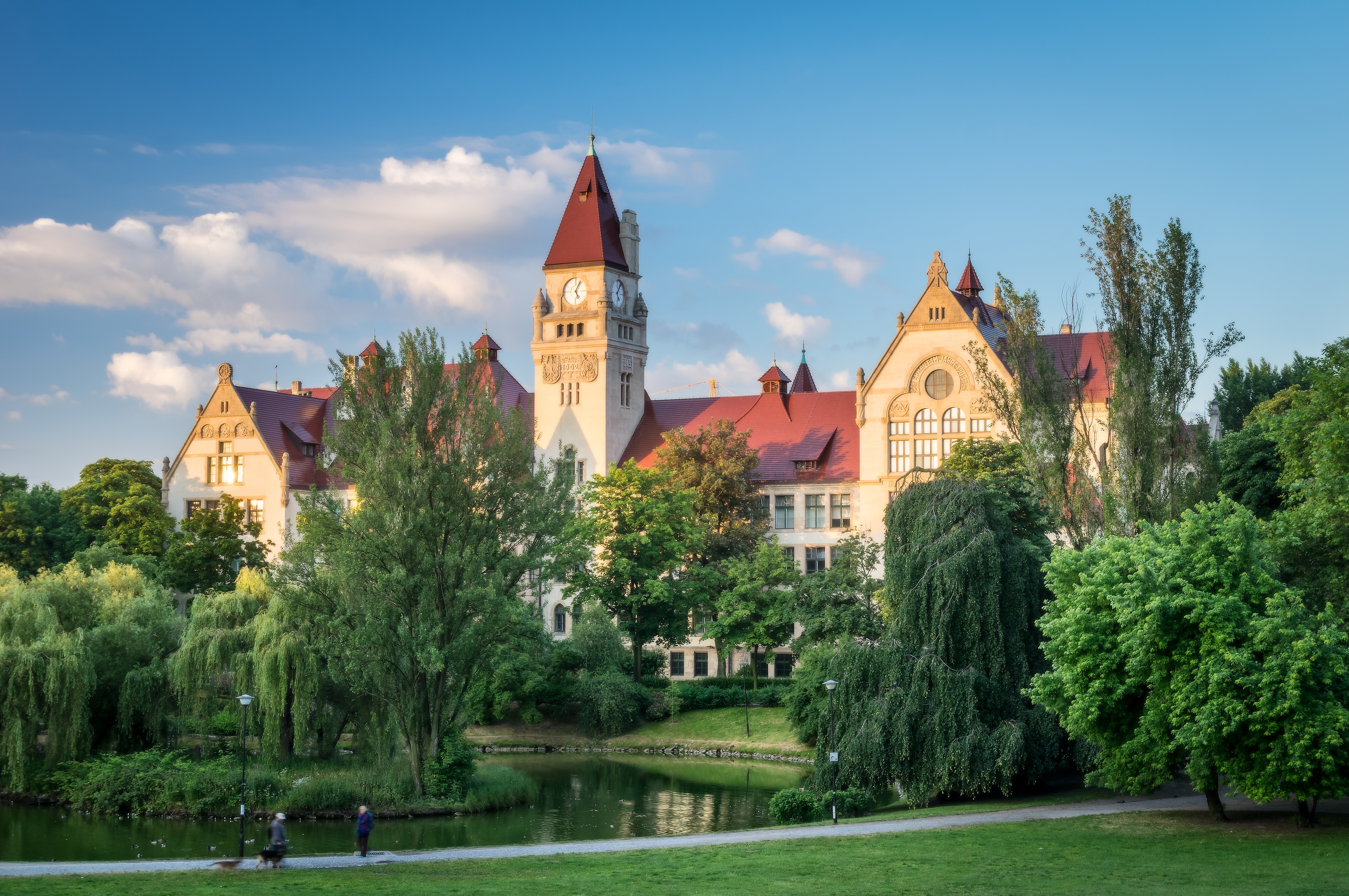
Budynek E-1 – Wydział Architektury, budynek z 1901–1903, na pierwszym planie Park Tołpy

Obecnie uczelnia daje możliwość podjęcia nauki na kierunkach technicznych i ścisłych I i II stopnia oraz jednolitych magisterskich prowadzonych w ramach czternastu wydziałów i trzech filii.

### Wydział Architektury
- Architektura
- Gospodarka przestrzenna

### Wydział Budownictwa Lądowego i Wodnego
- Budownictwo
- Advanced Solid Mechanics

### Wydział Chemiczny
- Biotechnologia
- Chemia (studia II stopnia)
- Chemia i Analityka przemysłowa
- Chemia i Inżynieria materiałów
- Inżynieria chemiczna i procesowa
- Inżynieria materiałowa
- Technologia chemiczna

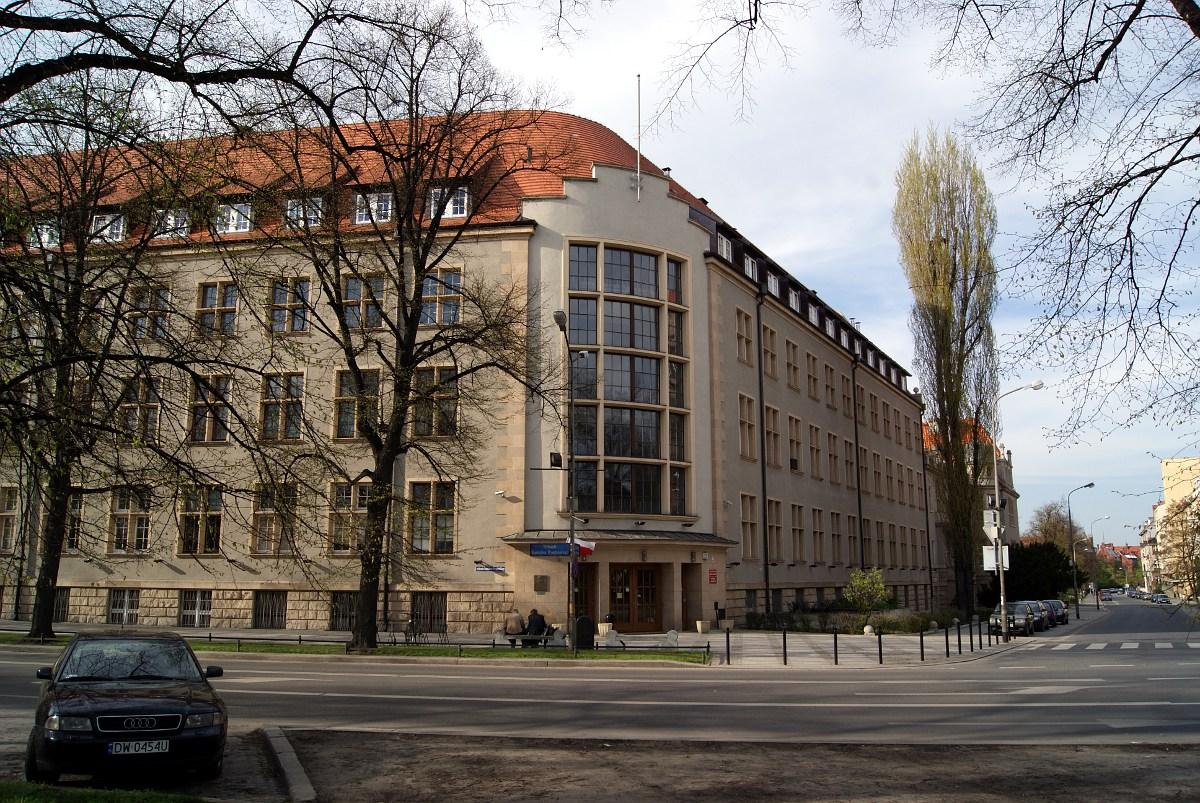
Budynek A2 (Kampus Główny) – Wydział Chemiczny

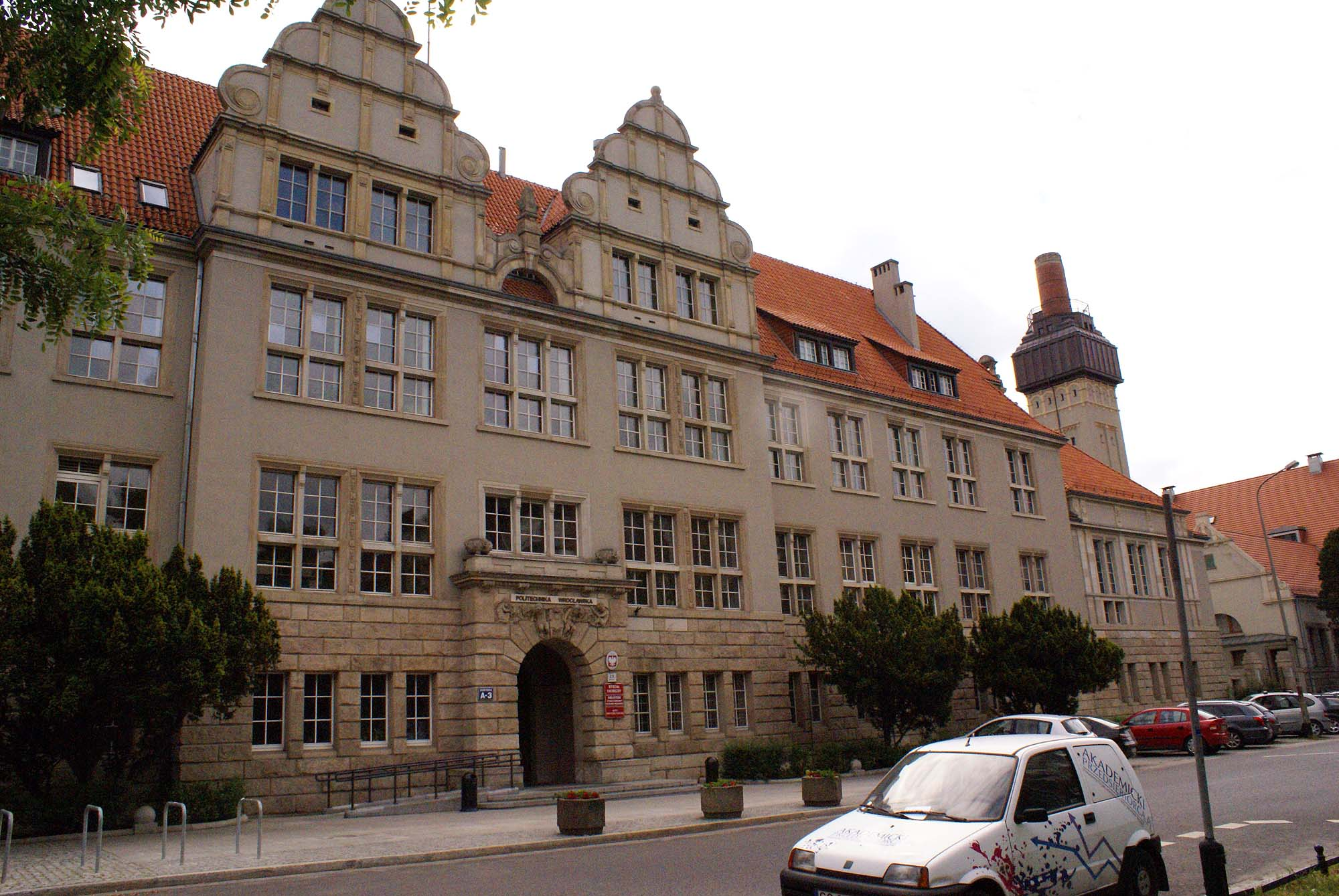
Budynek A3 „Stara Chemia” (Kampus Główny) z prawej „Stara Kotłownia” (A-4) – Wydział Mechaniczno-Energetyczny

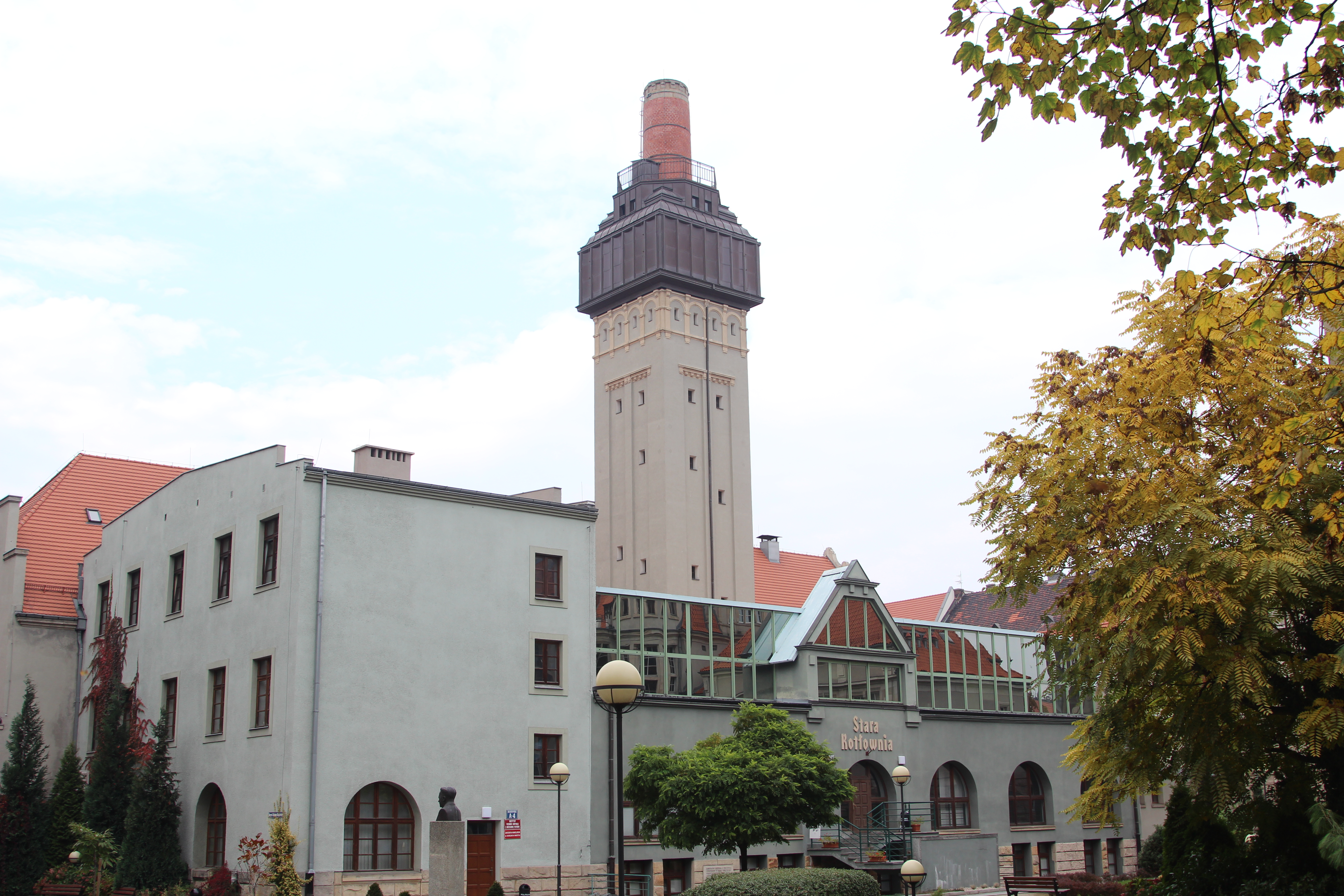
Budynek „Starej Kotłowni” (Wydział Mechaniczno-Energetyczny)

- Urban mining – Inżynieria recyklingu (studia II stopnia)
- Chemical Nano-Engineering
- Sustainable Biomass and Bioproducts Engineering

### Wydział Informatyki i Telekomunikacji
- Cyberbezpieczeństwo
- Informatyczne systemy automatyki
- Informatyka algorytmiczna
- Informatyka stosowana
- Informatyka techniczna
- Inżynieria systemów
- Sztuczna inteligencja
- Teleinformatyka
- Telekomunikacja
- Zaufane systemy sztucznej inteligencji

### Wydział Elektryczny
- Automatyka przemysłowa
- Elektromobilność
- Elektrotechnika

### Wydział Geoinżynierii, Górnictwa i Geologii
- Bezpieczeństwo i higiena pracy (studia II stopnia)
- Geodezja i Kartografia
- Geoenergetyka
- Geoinformatyka
- Geologia stosowana
- Górnictwo i Geologia
- Inżynieria surowców mineralnych

### Wydział Inżynierii Środowiska
- Inżynieria środowiska
- Neutralność klimatyczna
- Gospodarka o obiegu zamkniętym i ochrona klimatu
- Environmental quality management

### Wydział Zarządzania

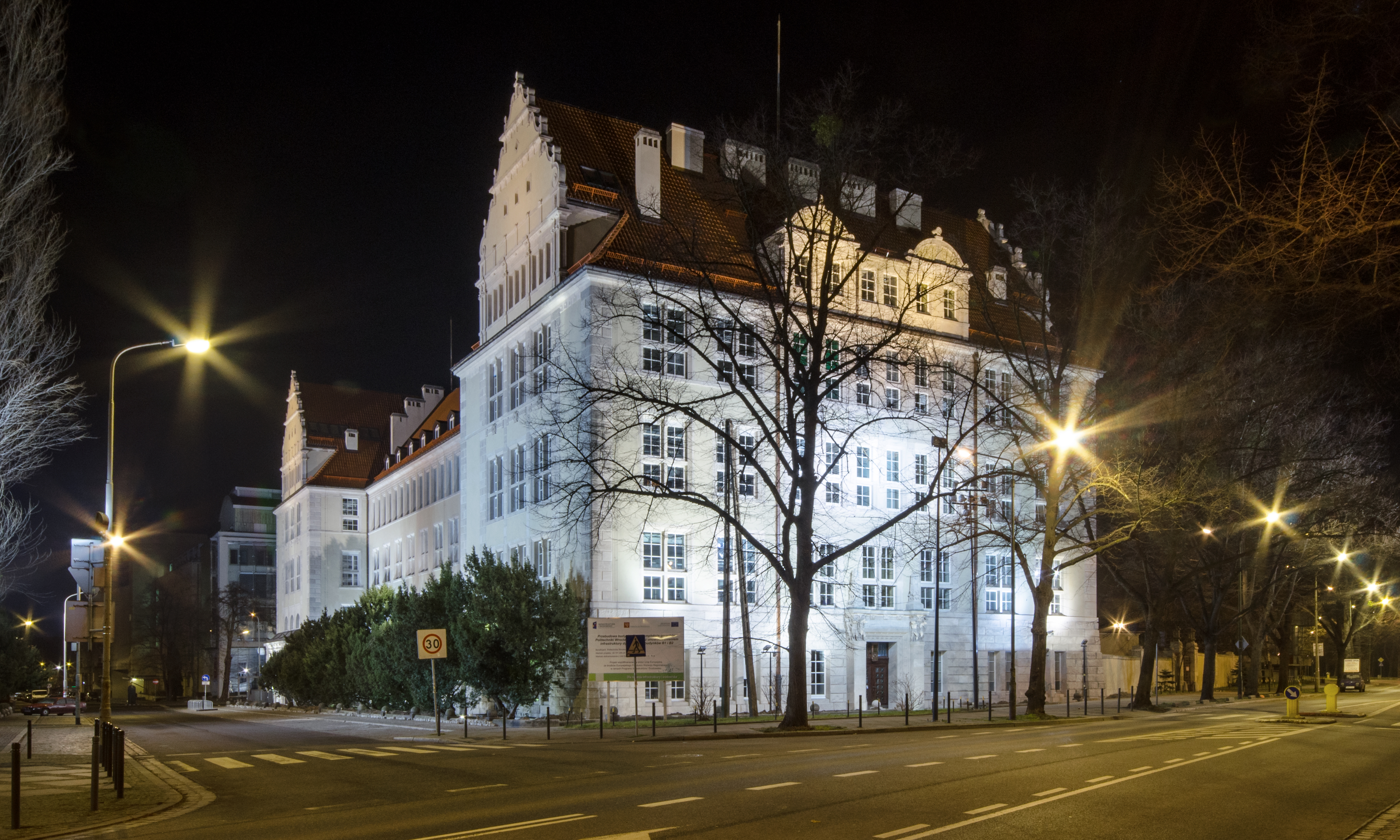
Budynek B1 – Kampus Główny (d. Wydział i Instytut Hutniczy Hüttenmännisches Institut, 1910–1946) – Wydział Zarządzania PWr

- Inżynieria zarządzania
- Zarządzanie

### Wydział Mechaniczno-Energetyczny
- Energetyka
- Energetyka jądrowa (studia II stopnia)
- Lotnictwo i Kosmonautyka
- Mechanika i Budowa maszyn energetycznych
- Odnawialne źródła energii

### Wydział Mechaniczny
- Biomechanika inżynierska
- Inżynieria pojazdów i napędów niskoemisyjnych
- Logistyka przemysłowa
- Robotyka i Automatyzacja procesów
- Mechanika i Budowa maszyn
- Mechatronika
- Transport
- Zarządzanie i Inżynieria produkcji

### Wydział Podstawowych Problemów Techniki
- Medical Informatics (tylko w j. angielskim)
- Fizyka techniczna
- Inżynieria biomedyczna
- Inżynieria kwantowa
- Optyka
- Big Data Analytics

### Wydział Elektroniki, Fotoniki i Mikrosystemów
- Automatyka i Robotyka
- Elektronika
- Elektronika i Fotonika
- Elektronika i Telekomunikacja (studia II stopnia)
- Elektroniczne systemy mechatroniki (studia II stopnia)
- Inteligentna elektronika
- Inżynieria mikrosystemów mechatronicznych
- Electronic and Computer Engineering (tylko w j. angielskim)

### Wydział Matematyki
- Matematyka i algorytmy sztucznej inteligencji
- Matematyka i Analiza danych
- Matematyka stosowana
- Applied Mathematics

### Wydział Medyczny
- kierunek Lekarski
- Elektroradiologia

### Filia w Jeleniej Górze
- Informatyka techniczna

### Filia w Legnicy
- Automatyka przemysłowa
- Mechanika i Budowa maszyn i pojazdów

### Filia w Wałbrzychu
- Informatyka techniczna
- Zarządzanie i Inżynieria produkcji

## Domy studenckie

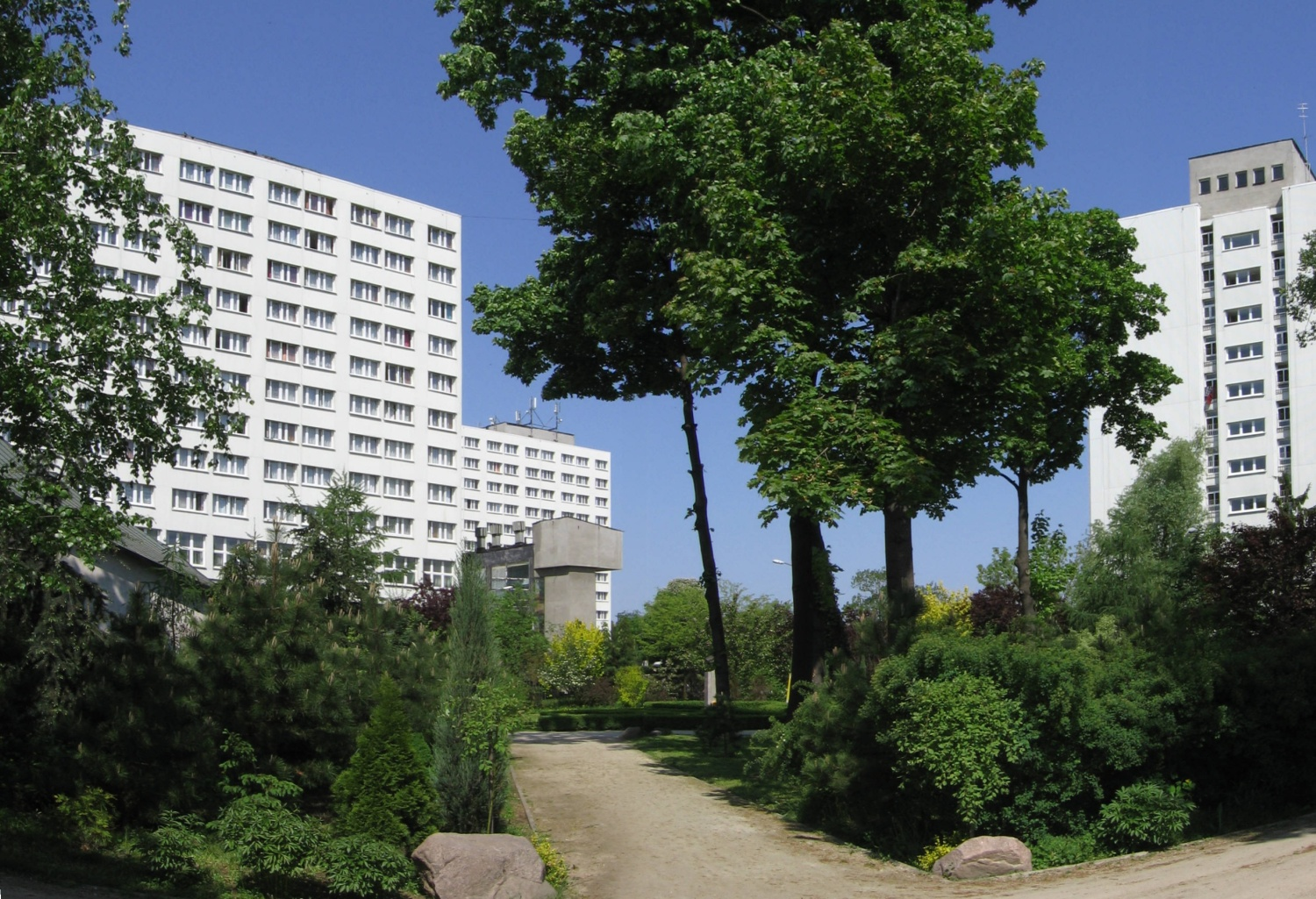
„Wittigowo” fragment osiedla akademickiego

Domy studenckie Politechniki Wrocławskiej znajdują się w kilku miejscach Wrocławia. Największym skupiskiem jest osiedle akademickie Wittigowo, gdzie znajduje się 5 największych akademików (od T-15 do T-22).

- T-2 Telemik ul. Grunwaldzka 59
- T-3 Straszny Dwór pl. Grunwaldzki 61
- T-4 Czworak ul. Ł. Górnickiego 22
- T-6 Alcatraz ul. M. Reja 54/56
- T-9 Atol ul. Powstańców Śląskich 137
- T-14 Azyl wybrzeże L. Pasteura 8
- T-15 Hades ul. E. Wittiga 6
- T-16 Tower ul. E. Wittiga 4
- T-17 Ikar ul. Z. Wróblewskiego 27
- T-18 Hotel Asystenta ul. Z. Wróblewskiego 25
- T-19 Piast ul. E. Wittiga 8
- T-22 (wydzielony z T-18) ul. Z. Wróblewskiego 25.

## Absolwenci
Politechnikę Wrocławską ukończyli między innymi:

- Krzysztof Baranowski – żeglarz
- Leszek Czarnecki – biznesmen, jeden z najbogatszych Polaków
- Tadeusz Drozda – artysta kabaretowy
- Rafał Dutkiewicz – prezydent Wrocławia w latach 2002–2018
- Bolesław Hebrowski – żołnierz AK, honorowy prezes Dolnośląskiego Oddziału PZITS
- Teodor Jeske-Choiński – pisarz historyczny
- Jan Kaczmarek – artysta kabaretowy
- Wojciech Kurtyka – himalaista
- Wanda Rutkiewicz – himalaistka
- Jerzy Skoczylas – artysta kabaretowy
- Zygmunt Waschko – architekt
- Zbigniew Banaszak – twórca szkoły naukowej deklaratywnych modeli dyskretnych systemów zdarzeniowych
- Krzysztof Wielicki – himalaista
- Andrzej Wiszniewski – były rektor, minister nauki w l. 1997–2001
- Maja Włoszczowska – mistrzyni świata w kolarstwie górskim, zdobywczyni srebrnego medalu na IO w Pekinie
- Dorota Wysocka-Schnepf – dziennikarka
- Tadeusz Zipser – architekt
- Paweł Rańda – polski wioślarz, wicemistrz olimpijski, medalista mistrzostw świata i Europy

## Życie kulturalne
W 1969 przy Politechnice powstał Kabaret Elita, którego członkami byli Jan Kaczmarek, Tadeusz Drozda i Jerzy Skoczylas, studenci Politechniki.
Długą tradycję (od 1964) ma Dyskusyjny Klub Filmowy „Politechnika”. Kameralny Chór Politechniki Wrocławskiej kontynuuje tradycję założonego w 1993 Chóru Kameralnego „Consonanza”. Akademicki Chór Politechniki wyrósł z założonego w 1970 przy Wydziale Górniczym niewielkiego zespołu śpiewaczego. W Legnicy, przy Zamiejscowym Ośrodku Dydaktycznym, również działał Chór Kameralny Axion, pod batutą Jarosława Lewkowa.
Studenci Politechniki aktywnie chronią zabytki techniki działając w MSKN OZT HP „Nadbór”.

## Instytucje akademickie
- Biuro Karier[20][21]

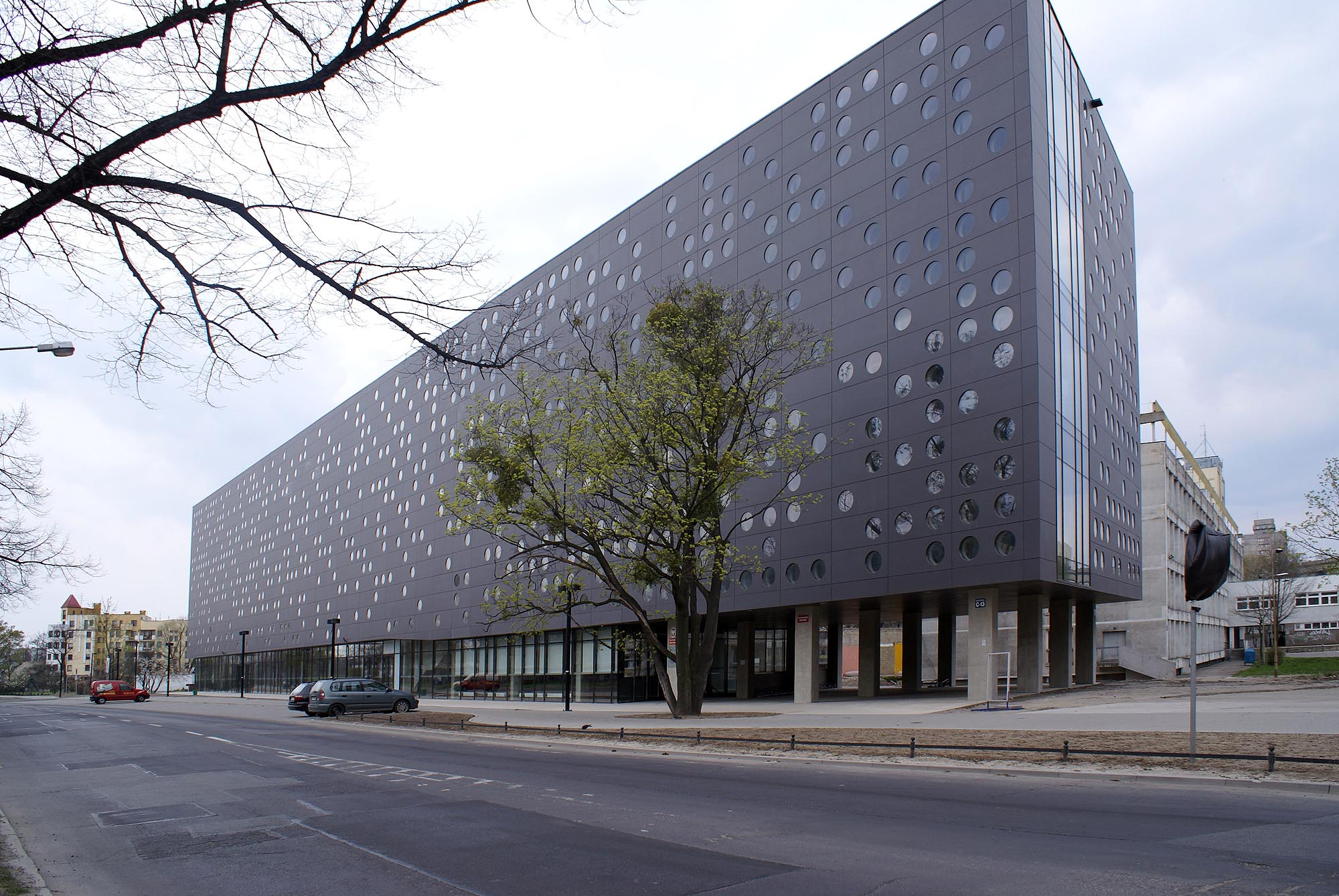
Budynek C13, multimedialna siedziba Zintegrowanego Centrum Studenckiego PWr; wybudowane w latach 2005–2007

- Zarząd Parlamentu Studentów Politechniki Wrocławskiej
- Samorząd Studencki Politechniki Wrocławskiej
- Akademicki Klub Lotniczy przy Politechnice Wrocławskiej
- Agencja Fotograficzna „SpAF” od 1978
  - Stowarzyszenie paraArtystycznej Fotografii „SpAF” od 1985
  - Studencka Prasowa Agencja Fotograficzna „SPAF” od 1995
- WCSS: Wrocławskie Centrum Sieciowo-Superkomputerowe
  - WASK: Wrocławska Akademicka Sieć Komputerowa
- Akademickie Radio Luz (Wrocław 91,6 FM)
- Akademicki Chór Politechniki Wrocławskiej
- Kameralny Chór Politechniki Wrocławskiej
- Akademicki Chór Politechniki Wrocławskiej filii w Legnicy „Axion”
- Miesięcznik: „Pryzmat”
- Miesięcznik: „Żak”
- Studencka Telewizja PWr: STYK
- Akademicka Telewizja Internetowa ATI-PWr
- Wydawnictwo PWr
- Galeria Polibudka
- KS AZS Politechnika Wrocławska
- Fundacja MANUS – PWr
- Erasmus Student Network sekcja Politechnika Wrocławska
- IAESTE Polska KL Politechnika Wrocławska
- AIESEC Polska KL Politechnika Wrocławska
- BEST Wrocław
- Akademickie Stowarzyszenie Informatyczne
- Zrzeszenie Studentów Polskich – Rada Uczelniana Politechniki Wrocławskiej
- UKSiDZ Uczelniany Komitet Studentów i Doktorantów Zagranicznych
- Niezależne Zrzeszenie Studentów Politechniki Wrocławskiej
- Ponad 200 kół naukowych

## Akademickie Liceum Ogólnokształcące
Od września 2014 prowadzi działalność publiczne Akademickie Liceum Ogólnokształcące Politechniki Wrocławskiej. Siedziba szkoły znajduje się w budynku C-13 należącym do Politechniki Wrocławskiej na piętrach II, III i IV. Uczelnia udostępnia uczniom laboratoria i pracownie znajdujące się w innych budynkach. Zajęcia wychowania fizycznego odbywają się w Studium Wychowania Fizycznego i Sportu Politechniki Wrocławskiej. W rankingu liceów ogólnokształcących z 2025 miesięcznika „Perspektywy” szkoła zajęła 11. miejsce w kraju i 2. miejsce na Dolnym Śląsku.

### Zespół Szkół Akademickich
W latach 2014–2019 Politechnika Wrocławska prowadziła również Gimnazjum Akademickie i Zespół Szkół Akademickich, które uległy likwidacji w związku z reformą systemu oświaty z 2017 roku.

## Uniwersytet Nysa
W latach 2001–2019, przy współpracy Politechniki Wrocławskiej, Uniwersytetu Technicznego w Libercu w Czechach oraz Uniwersytetu Stosowanych Nauk Zittau i Goerlitz na terenie Niemiec, funkcjonował Uniwersytet Nysa. Korzystając ze środków instytutów partnerskich, międzyuczelniana sieć oferowała własne kursy i przedmioty. Dzięki temu studenci mieli możliwość studiowania w trzech krajach i zdobycia umiejętności, doświadczenia i wiedzy z zakresu różnych kultur oraz dyscyplin.